# Solanum symmetricum
Solanum symmetricum är en potatisväxtart som beskrevs av Henry Hurd Rusby. Solanum symmetricum ingår i släktet skattor som ingår i familjen potatisväxter. Inga underarter finns listade i Catalogue of Life.